# Искра (футбольный клуб, Бугойно)
«Искра» (босн. Nogometni Klub Iskra) — боснийский футбольный клуб из города Бугойно, в настоящий момент выступает в Второй лиге Федерации Боснии и Герцеговины, третьем по силе дивизионе страны.

## История
Клуб основан в 1946 году. Во времена существования союзной Югославии, выступал преимущественно во второй лиге, в высшей лиге Югославии провёл один сезон, в сезоне 1984/85 он занял в ней 17-е место, в том же сезоне «Искра» добилась и наилучшего в своей истории результата в Кубках Югославии выйдя в полуфинал турнира, в котором лишь в серии пенальти уступила загребскому «Динамо». В 1985 году «Искра» приняла участие в розыгрыше Кубка Митропы и одержал победу в турнире. В высшем дивизионе чемпионата Боснии и Герцеговины клуб провёл 2 сезона: 2000/01 и 2001/02, лучший результат — 9-е место в сезоне 2000/01.

## Достижения
- Обладатель Кубка Митропы (1): 1985.

## Выступление в еврокубках
| Сезон | Турнир        | Раунд  |                   | Клуб      | Счёт     |
| ----- | ------------- | ------ | ----------------- | --------- | -------- |
| 1985  | Кубок Митропы | Группа | Флаг Италии       | Аталанта  | 2-0, 0-1 |
|       |               | Группа | Флаг Чехословакии | Баник     | 1-0, 1-1 |
|       |               | Группа | Флаг Венгрии      | Бекешчаба | 1-1, 4-0 |